# Clem Loughlin
Clement Joseph Loughlin (né le 15 novembre 1892 à Carroll au Canada - mort le 8 février 1977 à Viking au Canada) est un entraîneur et un joueur professionnel canadien de hockey sur glace qui évoluait au poste de défenseur. Clement est le frère du joueur de hockey de la LNH Wilf Loughlin.

## Statistiques

### Joueur
| Saison     | Équipe                       | Ligue      |     | Saison régulière | Saison régulière | Saison régulière | Saison régulière | Saison régulière |   | Séries éliminatoires | Séries éliminatoires | Séries éliminatoires | Séries éliminatoires | Séries éliminatoires |
| Saison     | Équipe                       | Ligue      | PJ  | B                | A                | Pts              | Pun              | PJ               | B | A                    | Pts                  | Pun                  |                      |                      |
| 1917-1918  | Rosebuds de Portland         | PCHA       | 18  | 2                | 0                | 2                | 0                |                  |   |                      |                      |                      |                      |                      |
| 1918-1919  | Aristocrats de Victoria      | PCHA       | 15  | 1                | 0                | 1                | 0                |                  |   |                      |                      |                      |                      |                      |
| 1919-1920  | Aristocrats de Victoria      | PCHA       | 22  | 2                | 0                | 2                | 0                |                  |   |                      |                      |                      |                      |                      |
| 1920-1921  | Aristocrats de Victoria      | PCHA       | 24  | 7                | 3                | 10               | 21               |                  |   |                      |                      |                      |                      |                      |
| 1921-1922  | Aristocrats de Victoria      | PCHA       | 24  | 6                | 3                | 9                | 6                |                  |   |                      |                      |                      |                      |                      |
| 1922-1923  | Cougars de Victoria          | PCHA       | 30  | 12               | 9                | 21               | 16               |                  |   |                      |                      |                      |                      |                      |
| 1923-1924  | Cougars de Victoria          | PCHA       | 30  | 10               | 6                | 16               | 18               |                  |   |                      |                      |                      |                      |                      |
| 1924-1925  | Cougars de Victoria          | WCHL       | 28  | 9                | 2                | 11               | 46               |                  |   |                      |                      |                      |                      |                      |
| 1925-1926  | Cougars de Victoria          | WHL        | 30  | 7                | 3                | 10               | 52               |                  |   |                      |                      |                      |                      |                      |
| 1926-1927  | Cougars de Détroit           | LNH        | 34  | 7                | 3                | 10               | 40               | -                | - | -                    | -                    | -                    |                      |                      |
| 1927-1928  | Cougars de Détroit           | LNH        | 42  | 1                | 2                | 3                | 21               | -                | - | -                    | -                    | -                    |                      |                      |
| 1928-1929  | Flying Dutchmen de Kitchener | CPHL       | 0   | 3                | 1                | 4                | 21               |                  |   |                      |                      |                      |                      |                      |
| 1928-1929  | Black Hawks de Chicago       | LNH        | 24  | 0                | 1                | 1                | 16               | -                | - | -                    | -                    | -                    |                      |                      |
| 1929-1930  | Tecumsehs de London          | LIH        | 0   | 4                | 3                | 7                | 37               |                  |   |                      |                      |                      |                      |                      |
| 1931-1932  | Tecumsehs de London          | LIH        | 0   | 0                | 0                | 0                | 2                |                  |   |                      |                      |                      |                      |                      |
| Totaux LNH | Totaux LNH                   | Totaux LNH | 100 | 8                | 6                | 14               | 77               | -                | - | -                    | -                    | -                    |                      |                      |

### Entraîneur
| Saison    | Équipe                | Ligue |    | PJ | V  | D  | N      | % V                                  | Séries éliminatoires |
| --------- | --------------------- | ----- | -- | -- | -- | -- | ------ | ------------------------------------ | -------------------- |
| 1931-1932 | Tecumsehs de London   | LIH   | 48 | 21 | 15 | 12 | 56,3 % |                                      |                      |
| 1934-1935 | Blackhawks de Chicago | LNH   | 48 | 26 | 17 | 5  | 59,4 % | 0 - 1 Maroons de Montréal            |                      |
| 1935-1936 | Blackhawks de Chicago | LNH   | 48 | 21 | 19 | 8  | 52,1 % | 1 - 1 (5 - 7) Maple Leafs de Toronto |                      |
| 1936-1937 | Blackhawks de Chicago | LNH   | 48 | 14 | 27 | 7  | 36,5 % | Non qualifiés                        |                      |
| 1938-1939 | Eskimos d'Edmonton    | ASHL  | 32 | 11 | 17 | 4  | 40,6 % |                                      |                      |